# Rose Shapiro
Rose Shapiro är en brittisk författare från Bristol, Storbritannien. Hon har skrivit boken
Suckers: How Alternative Medicine Makes Fools of Us All och skriver regelbundet i The Independent, The Observer, The Guardian, Time Out, Good Housekeeping och Health Service Journal.